# 諾森山麓
諾森山麓（英語：Northern Foothills），是南極洲的山麓，位於維多利亞地的斯科特海岸，處於特拉諾瓦灣西部，是冷藏山脈的延伸部分，由英國探險隊命名，現時由南極條約體系管理。